# Zweite Schlacht bei Chlumec
Die Zweite Schlacht bei Chlumec war die Kulmination eines Erbstreites um das Herzogtum Böhmen und fand am 18. Februar 1126 in der Nähe des Ortes Chlumec u Chabařovic (deutsch: Kulm) am südlichen Rand des Osterzgebirges statt. Böhmische Truppen unter Soběslav I. siegten dabei über König Lothar III. und dessen mährischen Verbündeten Otto den Schwarzen.

## Vorgeschichte
Böhmen erlebte zu Beginn des 12. Jahrhunderts eine Phase politischer Instabilität. Die Herzöge aus dem Geschlecht der Přemysliden wechselten rasch. Břetislav I. hatte im 11. Jahrhundert das Gesetz des Seniorats eingeführt, nach dem der älteste männliche Angehörige der Dynastie Anspruch auf den Thron hatte. Mit jedem neuen Herzog rückten die übrigen Anwärter in der Hierarchie nach oben. Je mehr sich das Geschlecht verzweigte, desto schwieriger wurde es, die Senioratsregeln umzusetzen. Zeitweise gab es mehrere vom Kaiser offiziell anerkannte Herzöge nebeneinander. Den Prager Thron bestieg in der Praxis derjenige, der seinen Anspruch tatsächlich durchsetzen und den böhmischen Adel auf seine Seite bringen konnte.
Nach dem Tode Vladislavs I. 1125 gab es zwei Anwärter auf den Thron: Vladislavs Bruder Soběslav I. und Otto den Schwarzen, der die Herrschaft über einen Großteil von Mähren ausübte. Nachdem sich Vladislav auf dem Totenbett mit seinem Bruder versöhnt hatte, entschied sich auch der Adel für Soběslav und erhob ihn am 1. Oktober 1125 zum Herzog. Otto hatte damit nicht nur den Thronstreit verloren, sondern büßte anschließend auch einen Teil seiner mährischen Besitzungen ein. Er hatte jedoch noch einen potentiellen Verbündeten in der Hinterhand, den neugewählten römisch-deutschen König Lothar III. von Supplinburg.  
Ende November 1125 entschied sich Lothar III. auf einem Treffen mit bayerischen Großen in Regensburg, Otto den Schwarzen zu unterstützen, der ihm nach Aussage des Chronisten Otto von Freising viel Geld geboten hatte. Soběslav war dagegen nicht persönlich nach Regensburg gekommen, sondern hatte lediglich Unterhändler geschickt. Das Treffen endete für die Delegation des gewählten Herzogs mit einem Ultimatum: Der König drohte ein bewaffnetes Eingreifen sächsischer Truppen an, wenn der Adel Soběslav nicht selbst verjage.

## Verlauf
Im Winter 1125/1126 bereitete sich Soběslav auf den bevorstehenden Krieg vor. Er sicherte sich sakralen Beistand der böhmischen Landespatrone, indem er ein wunderkräftiges Feldzeichen anfertigen ließ. Es bestand aus der Standarte des heiligen Adalbert, das von seinem Kaplan in der Kirche von Vrbčany aufgefunden und an der Lanze des heiligen Wenzel befestigt wurde. Am Kulmer Steig, dem voraussichtlichen Weg der sächsischen Heere durch das Grenzgebirge, ließ er Barrieren anlegen und richtete in den Wäldern verborgene Feldlager ein, in denen er seine Kämpfer zusammenzog. Der Winter war außerordentlich hart und schneereich. Mitte Februar stiegen die Temperaturen jedoch an, und die beginnende Schneeschmelze sollte die Bewegungen der feindlichen Truppen zusätzlich erschweren.
Am 18. Februar überschritt Lothars Heer die Grenze und rückte im dichten Schneetreiben auf die böhmische Seite vor. Die Truppenstärke wird auf etwa 2000–3000 Kämpfer geschätzt, denen 3000–4000 Böhmen gegenüberstanden. Der Weg der Truppen und die Lage des Schlachtfeldes lässt sich aus den Quellen nicht zweifelsfrei rekonstruieren. Wahrscheinlich erscheint, dass die Sachsen von der Nollendorfer Höhe aus durch das Tal eines Gebirgsbaches, entweder der Tellnitz oder des Eulabach, in Richtung Kulm hinabstiegen. Lothar hatte sein Heer in zwei Gruppen eingeteilt. Die Vorhut, die etwa 200 Ritter mit Begleitung umfasste und für das Hauptheer den Weg freiräumen sollte, stand unter dem Kommando Ottos des Schwarzen. Diese Vorhut griffen die böhmischen Truppen in einem engen Tal zwischen zwei steilen Bergen nahe Kulm an. Daneben muss es, wahrscheinlich an einem anderen Ort, zu einem zweiten Gefecht mit dem Hauptteil des Heeres gekommen sein. Dieses soll nach lokaler Tradition am Lotarův vrch (Lotterberg) bei Jílové (deutsch: Eulau) stattgefunden haben. Dem König war der Rückweg zum Nollendorfer Pass abgeschnitten. Er wurde mit dem Rest seiner Truppen eingeschlossen und nahm auf einem Hügel eine Verteidigungsposition ein.  
Insgesamt endete die Schlacht mit einer vernichtenden Niederlage des Königs. Während Soběslav nach Angaben der Chronisten nur drei Kämpfer verloren habe, sollen auf Seiten Lothars III. 500 Ritter ums Leben gekommen sein. Otto der Schwarze fiel und viele sächsische Krieger wurden gefangen genommen. Unter den Gefangenen befanden sich auch hochrangige Adlige wie Albrecht der Bär und Graf Ludwig von Thüringen. Soběslav suchte mit einigen Großen das Notlager des Königs auf und nahm von ihm das Herzogtum Böhmen zu Lehen an, ehe er ihn ziehen und die Gefangenen frei ließ. Der offizielle Lehensakt war eine verbindliche Geste, die den Kriegszustand beendete.

## Folgen
Als Soběslav von Lothar III. Böhmen zu Lehen nahm, unterwarf sich der Sieger dem Besiegten. Dies scheint auf den ersten Blick widersprüchlich, doch tatsächlich brachte der Ausgang der Schlacht beiden Seiten Vorteile: Lothar stärkte seine Position im Reich, insbesondere gegenüber den Staufern, Soběslav gewann für seine Herrschaft Prestige auch im internationalen Maßstab. 
Die böhmischen Chroniken stellen dagegen nicht so sehr die Person des Herzogs in den Mittelpunkt. Der Sieg bei Kulm wird von ihnen als Verdienst der ganzen Gemeinschaft geschildert, der als familia sancti Venceslai (Gesinde des heiligen Wenzel) durch Fürsprache des Landespatrons der Sieg gewährt worden sei. In diesem Zusammenhang fällt auch der Bau einer romanischen Rotunde, die Soběslav auf dem Gipfel des nahen Říp errichten und dem heiligen Adalbert weihen ließ. Sie wird als eines der ersten tschechischen Nationaldenkmäler betrachtet. In diesen Nachwirkungen der Schlacht von Kulm wird eine neue Fassung des mittelalterlichen Staats- und Herrschaftsgedankens sichtbar, in dem der Herrscher nicht nur für sich selbst, sondern für das ganze Land kämpft und für dessen Wohl verantwortlich gemacht wird. 

## Weitere Schlachten bei Chlumec
- In der Ersten Schlacht bei Chlumec unterlag 1040 ein Heer König Heinrichs III. dem Herzog Břetislav I. von Böhmen.
- In der Dritten Schlacht bei Chlumec 1813, in den Befreiungskriegen, unterlagen französische Truppen unter Dominique Joseph Vandamme den verbündeten Koalitionstruppen unter Friedrich von Kleist.